# Vyssotsk
Vyssotsk (en russe : Высоцк ; en finnois : Uuras ; en suédois : Trångsund) est une ville portuaire du raïon de Vyborg dans l'oblast de Léningrad, en Russie. Avec 1 074 habitants en 2021, Vyssotsk est la troisième plus petite ville de Russie.

## Géographie
Vyssotsk est située sur la rive orientale de la baie de Vyborg, à 12 km au sud-ouest de Vyborg et 159 km au nord-ouest de Saint-Pétersbourg. Le canal de Saimaa, après avoir longé l'île Maly Vyssotski, débouche à proximité de la ville.

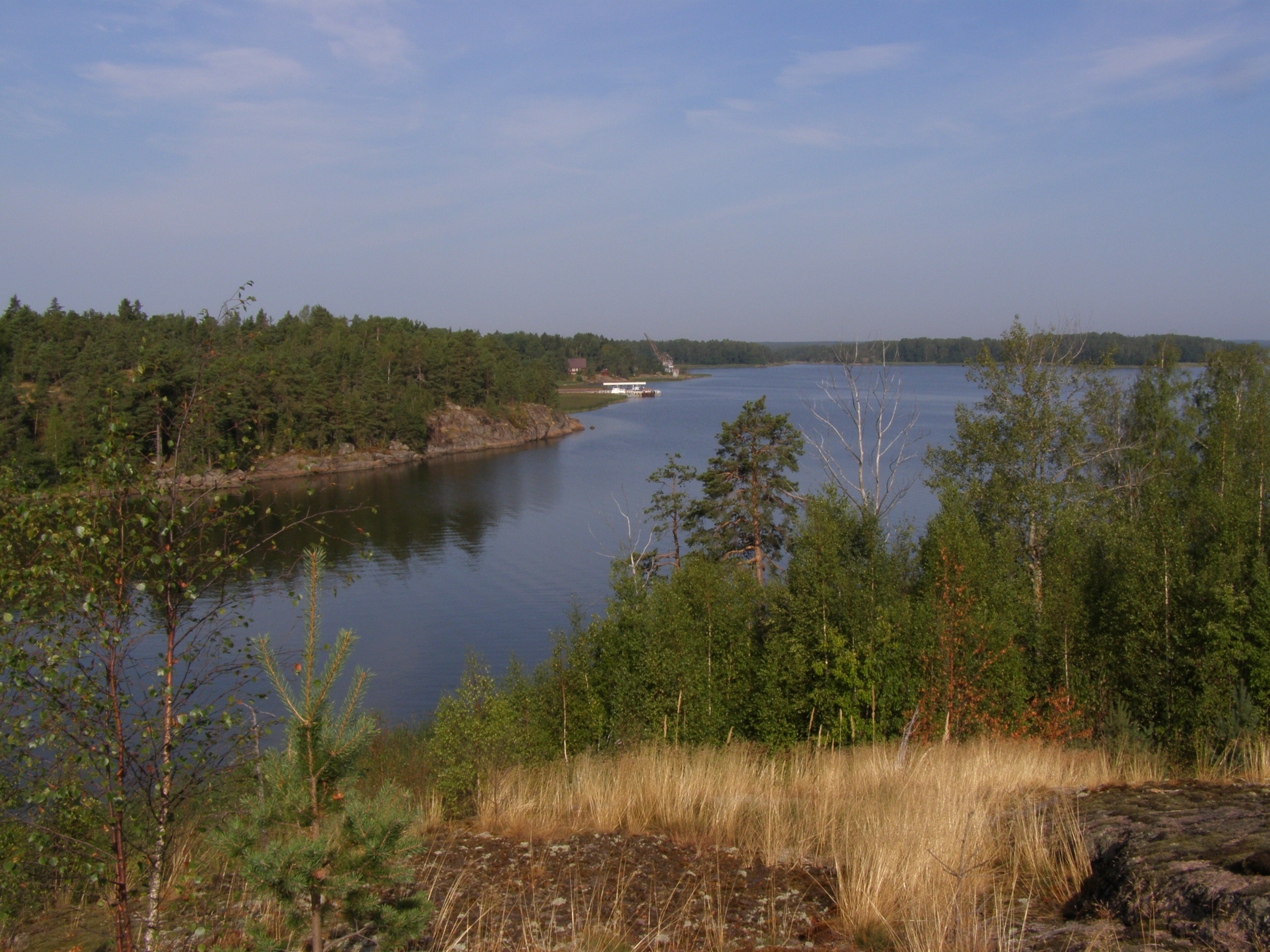
Vue des environs.

## Histoire

### L'Empire russe et le grand-duché de Finlande
La forteresse de Trångsund (littéralement : « détroit étroit ») fut construite sur l'ordre de Pierre le Grand au début du XVIIIe siècle, après la conquête de cette région de la Suède par la Russie au cours de la guerre du Nord. En 1812, Trångsund fut incorporée au grand-duché de Finlande associé par une union personnelle à la Russie par le tsar Alexandre Ier.

### La Finlande indépendante
Entre 1918 et 1940, la ville fait partie de la Finlande indépendante sous le nom d'Uuras.
À la suite de la Guerre d'hiver, elle fut annexée par l'Union soviétique par le Traité de paix de Moscou, et devint une partie de la République socialiste soviétique carélo-finnoise.
En 1941, Uuras fut reprise par les troupes finlandaises et annexée à nouveau par la Finlande dans la Guerre de Continuation.

### La période soviétique et russe
En juin 1944, la ville tomba aux mains de l'Armée rouge et fut cédée à l'Union soviétique par la Finlande suivant les clauses de l'armistice de Moscou et du Traité de paix de Paris. En juillet 1948, la ville fut renommée Vyssotsk, en l'honneur du mitrailleur soviétique Kouzma Demidovitch Vyssotski, qui avait été tué dans la région le 4 mars 1940, pendant les derniers jours de la Guerre d'hiver.
Vyssotsk peut être considérée comme le lieu de naissance de la radio, puisque c'est ici qu'Alexandre Popov effectua ses premières expériences en 1897 et 1902.
Vyssotsk abrite une base navale de la Flotte de la Baltique. Un important port pétrolier a commencé à fonctionner à Vyssotsk en 2004.

## Population
Recensements (*) ou estimations de la population
| 1959* | 1970* | 1979* | 1989* |
| ----- | ----- | ----- | ----- |
| 1 345 | 1 318 | 856   | 929   |

| 2002* | 2010* | 2012  | 2013  |
| ----- | ----- | ----- | ----- |
| 1 673 | 1 244 | 1 214 | 1 183 |

| 2017  | 2019  | 2020  | 2021  |
| ----- | ----- | ----- | ----- |
| 1 120 | 1 094 | 1 089 | 1 074 |

## Personnalités
- Jacob Björnström (en) (1881-1935),
- Alexandre Popov (1859-1906)
- Stanislav Rostotski (1922-2001)
- Martti Ahtisaari (1937-)

## Galerie

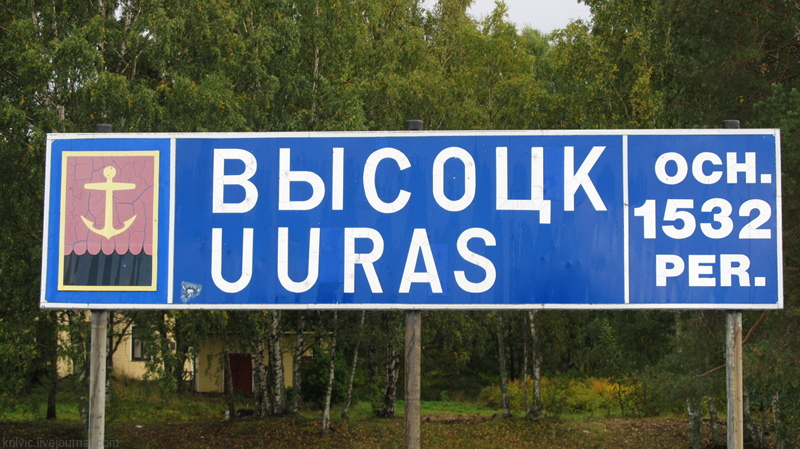
Panneau de la ville.
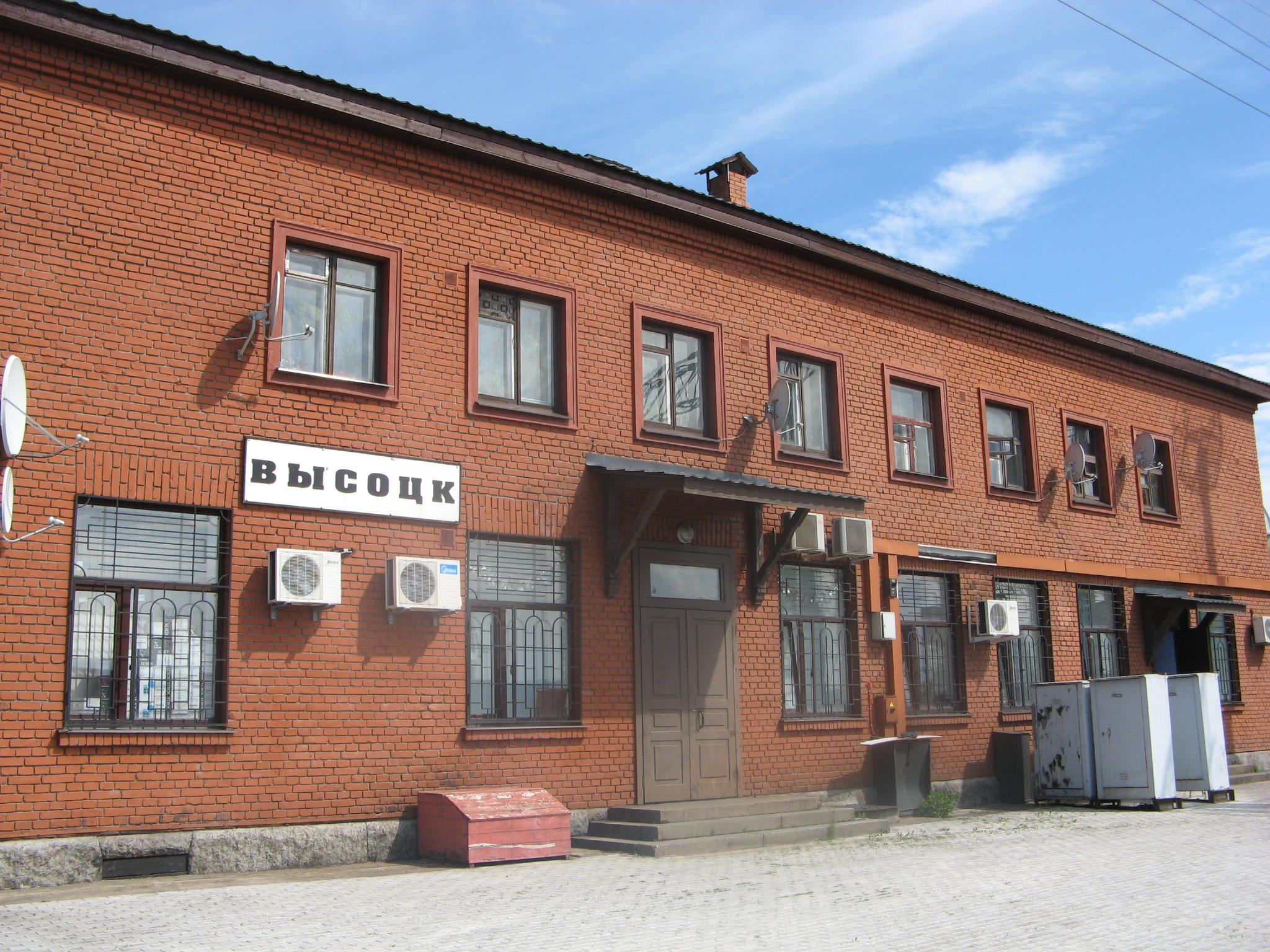
La gare de Vyssotsk.
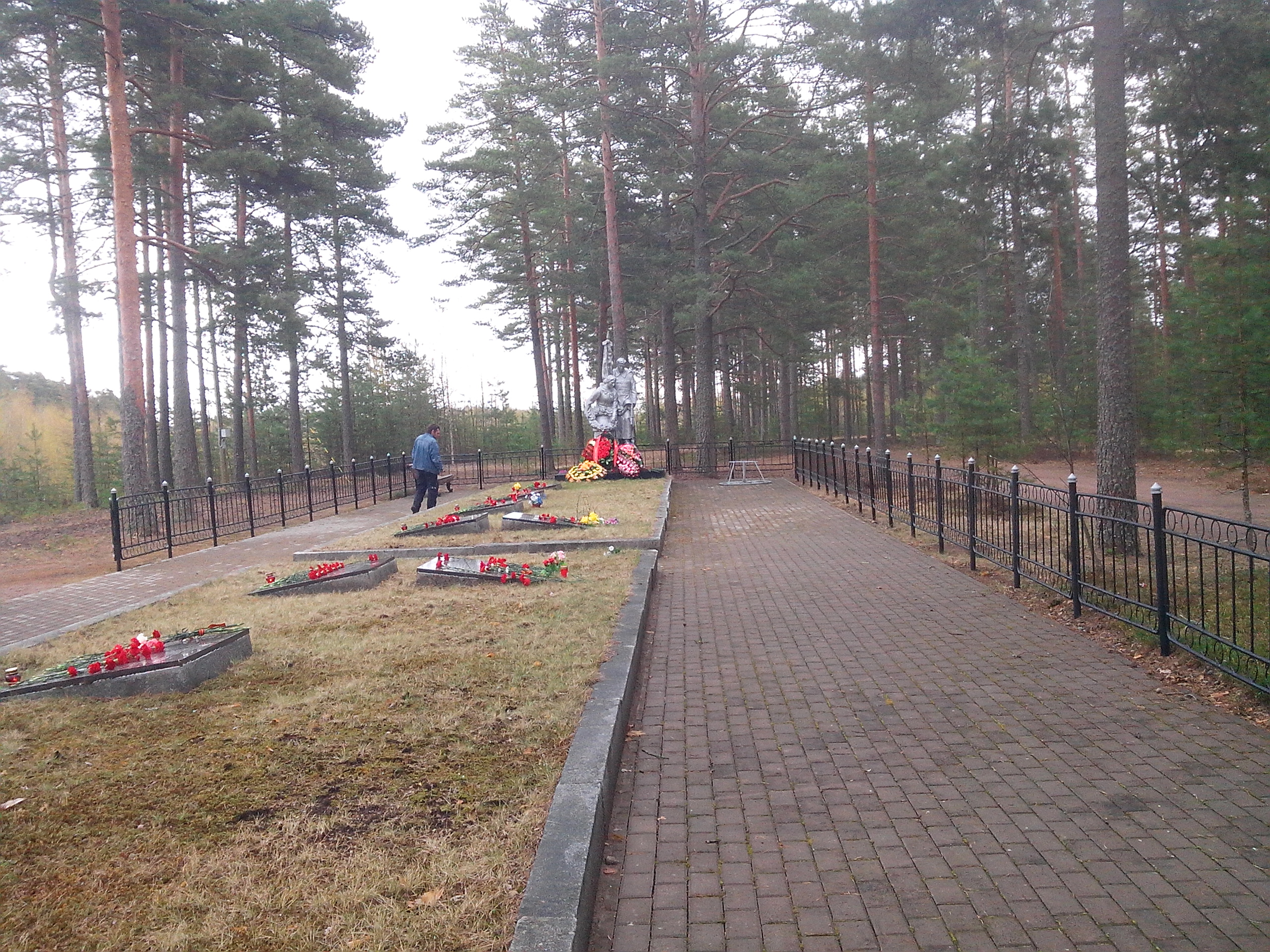
Mémorial militaire.
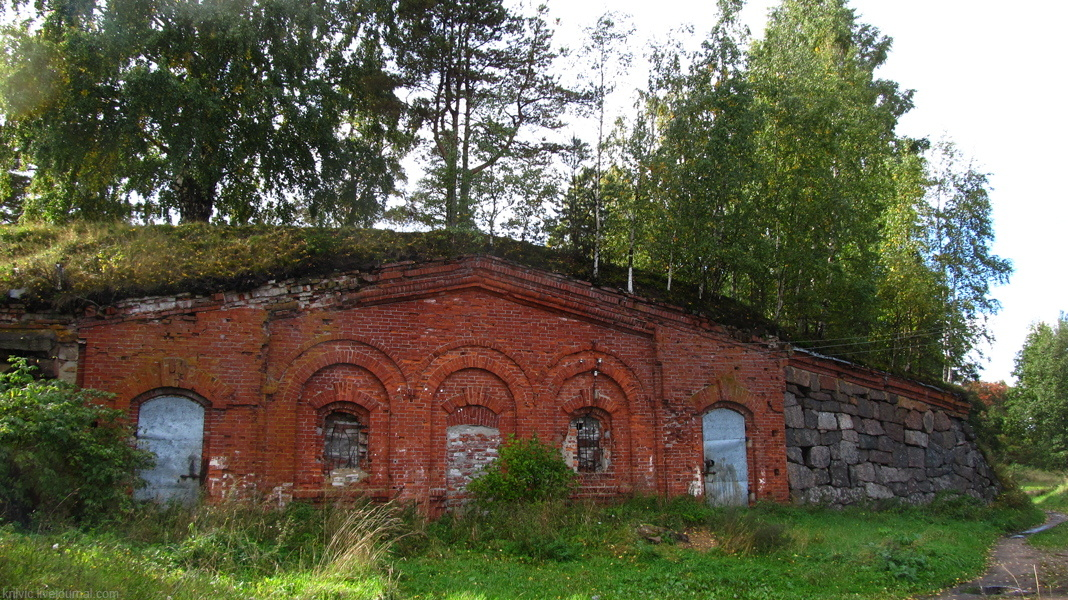
Bâtiment de la forteresse de Trångsund.
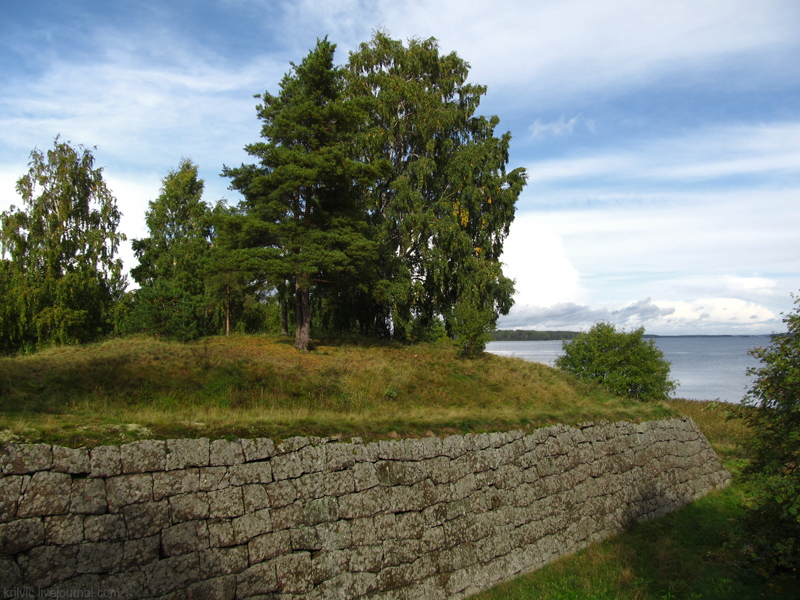
Mur de la forteresse.